# Super Hungama
Marvel HQ foi um canal de televisão por assinatura de origem indiano, pertencente à Star India; uma subsidiária integral da The Walt Disney Company India. Inaugurado em janeiro de 2019, o canal substituí a versão indiana do Disney XD, e é voltado ao público infantil e sua programação consiste em produções da Marvel Entertainment. Em 1 de março de 2022, o canal foi substituído pelo Super Hungama.
O Marvel HQ foi lançado oficialmente em 20 de janeiro de 2019, substituindo a versão indiana do Disney XD. A Disney Índia vê a Marvel como um fenómeno da cultura pop" como a razão para ter um canal dedicado da Marvel. No lançamento, a programação principal da Marvel consistiria em quatro programas animados e 40% da programação com séries animadas adicionais da Marvel adicionadas ou temporadas iniciadas em março de 2019. Mas, além dos programas da Marvel, este canal também fornece um número de séries de TV populares como Pokémon e Beyblade. Em 18 de outubro de 2021, a Disney anunciou que a Marvel HQ seria rebatizada como Super Hungama em 1 de março de 2022.